# ゴンサロ・ゲデス
ゴンサロ・マヌエル・ガンシーニョ・ゲデス（ポルトガル語: Gonçalo Manuel Ganchinho Guedes, 1996年11月29日 - ）は、ポルトガル・サンタレン県ベナベンテ出身のサッカー選手。ラ・リーガ・レアル・ソシエダ所属。元ポルトガル代表。ポジションはFW、MF。
ゴンサロ・グエデスと表記されることもある。

## 経歴

### クラブ
ベナベンテで生まれ、2005年からSLベンフィカのユースチームでキャリアをスタートさせた。8歳の時に3歳上のチームとの試合では、5-0で勝利してその全得点を挙げた。2013-14シーズンのUEFAユースリーグではパリ・サンジェルマン、アンデルレヒト、マンチェスター・シティ、レアル・マドリードに勝利し、決勝に進出した。
2014年4月19日、セグンダ・リーガのFCポルトB戦でプロデビューを果たした。10月18日、タッサ・デ・ポルトガルのスポルティング・コヴィリャン戦でトップチームデビューを果たし、2015年1月4日、FCペナフィエル戦でプリメイラ・リーガデビューを果たす。2014-2015シーズンは公式戦41試合に出場し8得点を決め、ベンフィカのリーガNOS優勝に貢献した。2015年7月4日、2014-15シーズンのセグンダ・リーガ最優秀新人賞を受賞した。
2015年9月26日、パソス・デ・フェレイラ戦でトップチーム初ゴールを挙げた。9月30日、チャンピオンズリーグのアトレティコ・マドリード戦でCL初ゴールを挙げた。このゴールは、グループリーグでのポルトガル人選手の最年少ゴールとなった。対戦相手の監督であるディエゴ・シメオネから称賛された。
ベンフィカでは主に右ウインガーとしてプレーしたが、センターフォワードのジョナスが負傷した事で偽9番の役割でも数試合プレーした。
2017年1月25日、パリ・サンジェルマンに移籍した。移籍金は3000万ユーロ、契約期間は4年半。同胞であるペドロ・パウレタを見習いたいと述べていた。パリ・サンジェルマンはマンチェスター・ユナイテッドとの獲得レースを制してゲデスを獲得した。移籍から4日後、ASモナコ戦にユリアン・ドラクスラーとの交代で出場し、リーグアンデビューを果たした。
2017年9月1日、バレンシアCFにレンタル移籍した。この移籍は、代理人のジョルジュ・メンデスとバレンシアのオーナーによって進められた。8日後、アトレティコ・マドリード戦にアンドレアス・ペレイラとの交代で途中出場し、リーガデビューを果たした。
10月15日、レアル・ベティス戦で移籍後初ゴールを挙げて6-3での勝利に貢献し、無敗のバレンシアはレアル・マドリードを上回るリーグ戦2位となった。その6日後、セビージャ戦で2ゴールとサンティ・ミナのゴールのアシストを記録し、5連勝を記録した。シーズン序盤の活躍は、世界のスポーツメディアから称賛された。プレミアリーグのクラブからのオファーを断った後、2018年8月27日にバレンシアCFに移籍金4000万ユーロで完全移籍した。契約期間は2024年6月までの6年間。この移籍金は同クラブにおける最高記録である。2019年5月25日、コパ・デル・レイ決勝のバルセロナ戦に出場し、チームは11年ぶりの優勝を果たした。2022年8月8日、ウルヴァーハンプトン・ワンダラーズFCと5年契約を結んだ。2023年1月20日、SLベンフィカに期限付きで移籍することを発表した。2024年1月19日、ビジャレアルCFにレンタル移籍した。2025年8月4日、レアル・ソシエダに4年契約で移籍した。

### 代表
ポルトガル代表として各年代でプレーした。
2015年11月14日のロシアとの親善試合で、18歳11ヶ月でA代表デビュー。2017年11月10日のサウジアラビアとの親善試合で代表初得点を挙げた。
2019年6月9日のUEFAネーションズリーグ2018-19決勝のオランダ戦では決勝点を挙げ、ポルトガルの優勝に貢献した。

## 個人成績

### クラブでの成績
2023年10月16日現在
| クラブ            | シーズン       | リーグ戦       | リーグ戦 | リーグ戦 | カップ戦 | カップ戦 | リーグ杯 | リーグ杯 | 国際大会 | 国際大会 | その他 | その他 | 通算 | 通算 |
| クラブ            | シーズン       | リーグ         | 出場     | 得点     | 出場     | 得点     | 出場     | 得点     | 出場     | 得点     | 出場   | 得点   | 出場 | 得点 |
| ----------------- | -------------- | -------------- | -------- | -------- | -------- | -------- | -------- | -------- | -------- | -------- | ------ | ------ | ---- | ---- |
| ベンフィカ B      | 2013-14        | セグンダ       | 1        | 0        | -        | -        | -        | -        | -        | -        | -      | -      | 1    | 0    |
| ベンフィカ B      | 2014-15        | セグンダ       | 32       | 8        | -        | -        | -        | -        | -        | -        | -      | -      | 32   | 8    |
| ベンフィカ B      | 2015-16        | セグンダ       | 5        | 3        | -        | -        | -        | -        | -        | -        | -      | -      | 5    | 3    |
| ベンフィカ B      | 通算           | 通算           | 38       | 11       | -        | -        | -        | -        | -        | -        | -      | -      | 38   | 11   |
| ベンフィカ        | 2014-15        | プリメイラ     | 5        | 0        | 1        | 0        | 3        | 0        | 0        | 0        | -      | -      | 9    | 0    |
| ベンフィカ        | 2015-16        | プリメイラ     | 18       | 3        | 1        | 0        | 4        | 0        | 7        | 1        | 1      | 0      | 31   | 4    |
| ベンフィカ        | 2016-17        | プリメイラ     | 16       | 2        | 4        | 1        | 2        | 2        | 6        | 2        | 0      | 0      | 28   | 7    |
| ベンフィカ        | 通算           | 通算           | 39       | 5        | 6        | 1        | 9        | 2        | 13       | 3        | 1      | 0      | 68   | 11   |
| PSG               | 2016-17        | リーグ・アン   | 7        | 0        | 4        | 0        | 0        | 0        | -        | -        | -      | -      | 11   | 0    |
| PSG               | 2017-18        | リーグ・アン   | 1        | 0        | 0        | 0        | 0        | 0        | 0        | 0        | 1      | 0      | 2    | 0    |
| PSG               | 通算           | 通算           | 8        | 0        | 4        | 0        | 0        | 0        | 0        | 0        | 1      | 0      | 13   | 0    |
| バレンシア (loan) | 2017-18        | ラ・リーガ     | 33       | 5        | 5        | 1        | -        | -        | -        | -        | -      | -      | 38   | 6    |
| バレンシア        | 2018-19        | ラ・リーガ     | 25       | 5        | 2        | 0        | -        | -        | 12       | 3        | -      | -      | 39   | 8    |
| バレンシア        | 2019-20        | ラ・リーガ     | 21       | 2        | 1        | 0        | -        | -        | 3        | 0        | 0      | 0      | 25   | 2    |
| バレンシア        | 2020-21        | ラ・リーガ     | 31       | 5        | 3        | 2        | -        | -        | -        | -        | -      | -      | 34   | 7    |
| バレンシア        | 2021-22        | ラ・リーガ     | 36       | 11       | 6        | 2        | -        | -        | -        | -        | -      | -      | 42   | 13   |
| バレンシア        | 通算           | 通算           | 146      | 28       | 17       | 5        | -        | -        | 15       | 3        | 0      | 0      | 178  | 36   |
| ウルブス          | 2022-23        | プレミアリーグ | 13       | 1        | 1        | 1        | 4        | 0        | -        | -        | -      | -      | 18   | 2    |
| ウルブス          | 通算           | 通算           | 13       | 1        | 1        | 1        | 4        | 0        | -        | -        | -      | -      | 18   | 2    |
| ベンフィカ (loan) | 2022-23        | プリメイラ     | 12       | 1        | 1        | 1        | -        | -        | 2        | 0        | -      | -      | 15   | 2    |
| ベンフィカ (loan) | 2023-24        | プリメイラ     | 1        | 0        | 0        | 0        | 0        | 0        | 0        | 0        | 0      | 0      | 1    | 0    |
| ベンフィカ (loan) | ベンフィカ通算 | ベンフィカ通算 | 52       | 6        | 7        | 2        | 9        | 2        | 15       | 3        | 1      | 0      | 84   | 13   |
| キャリア総通算    | キャリア総通算 | キャリア総通算 | 257      | 46       | 29       | 8        | 13       | 2        | 30       | 6        | 2      | 0      | 331  | 62   |

1. 1 2 3 4 5  UEFAチャンピオンズリーグ
2. ↑  スーペルタッサ・カンディド・デ・オリベイラ
3. ↑  トロフェ・デ・シャンピオン
4. ↑  UEFAチャンピオンズリーグ4試合、UEFAヨーロッパリーグ8試合3得点を記録

## 代表歴

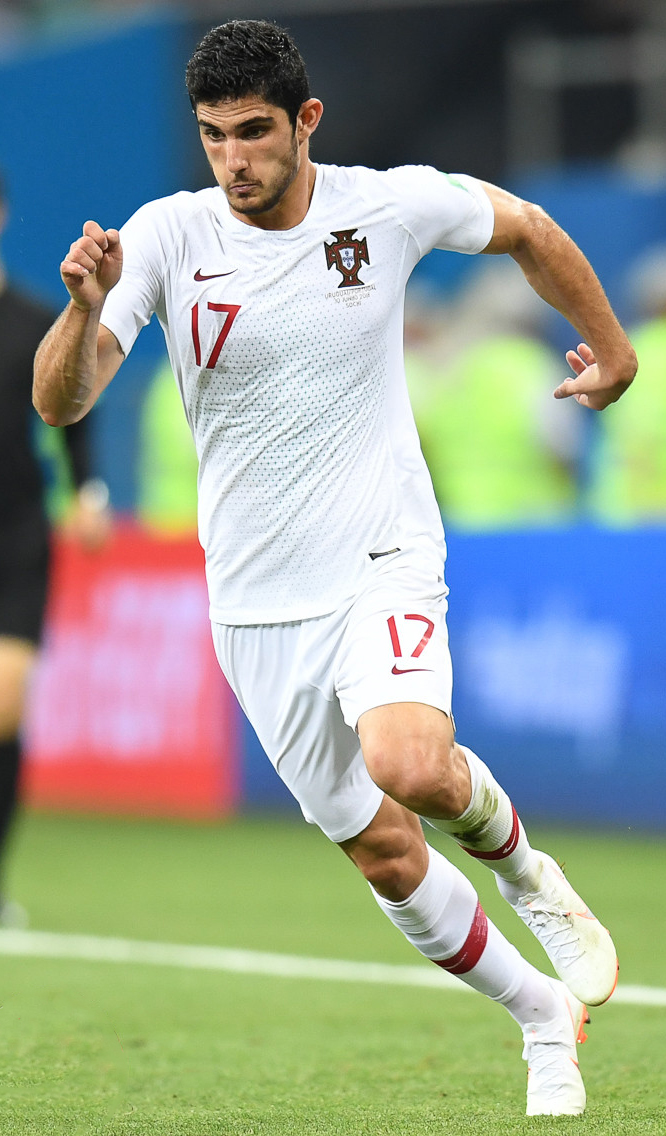
2018 FIFAワールドカップでのゲデス

### 出場大会
- ポルトガル代表
  - 2018年 - 2018 FIFAワールドカップ（ベスト16）
  - 2019年 - UEFAネーションズリーグ2018-19・決勝ラウンド（優勝）
  - 2020年 - UEFAネーションズリーグ2020-21
  - 2022年 - UEFAネーションズリーグ2022-23

### 試合数
- 国際Aマッチ 32試合7得点（2015年 - 2022年）[25]

| ポルトガル代表 | 国際Aマッチ | 国際Aマッチ |
| 年             | 出場        | 得点        |
| -------------- | ----------- | ----------- |
| 2015           | 2           | 0           |
| 2016           | 0           | 0           |
| 2017           | 3           | 1           |
| 2018           | 9           | 2           |
| 2019           | 7           | 3           |
| 2020           | 1           | 0           |
| 2021           | 7           | 0           |
| 2022           | 3           | 1           |
| 通算           | 32          | 7           |

### 得点
| #   | 開催年月日     | 開催地                                             | 対戦相手国     | スコア | 結果 | 試合概要                     |
| --- | -------------- | -------------------------------------------------- | -------------- | ------ | ---- | ---------------------------- |
| 1.  | 2017年11月10日 | ヴィゼウ、エスタディオ・ド・フォンテロ             | サウジアラビア | 2-0    | 3-0  | 親善試合                     |
| 2.  | 2018年6月7日   | リスボン、エスタディオ・ダ・ルス                   | アルジェリア   | 1-0    | 3-0  | 親善試合                     |
| 3.  | 2018年6月7日   | リスボン、エスタディオ・ダ・ルス                   | アルジェリア   | 3-0    | 3-0  | 親善試合                     |
| 4.  | 2019年6月9日   | ポルト、エスタディオ・ド・ドラゴン                 | オランダ       | 1-0    | 1-0  | UEFAネーションズリーグ・決勝 |
| 5.  | 2019年9月8日   | ベオグラード、スタディオン・ツルヴェナ・ズヴェズダ | セルビア       | 2-0    | 4-2  | UEFA EURO 2020予選           |
| 6.  | 2019年10月11日 | リスボン、エスタディオ・ジョゼ・アルヴァラーデ     | ルクセンブルク | 3-0    | 3-0  | UEFA EURO 2020予選           |
| 7 . | 2022年6月9日   | リスボン、エスタディオ・ジョゼ・アルヴァラーデ     | チェコ         | 2-0    | 2-0  | UEFAネーションズリーグ       |

## タイトル

### クラブ
SLベンフィカ
- プリメイラ・リーガ：2014-15, 2015-16, 2016-17
- タッサ・デ・ポルトガル：2016-17
- タッサ・ダ・リーガ：2014-15, 2015-16
- スーペルタッサ・カンディド・デ・オリベイラ：2016

パリ・サンジェルマンFC
- リーグ・アン：2017-18
- クープ・ドゥ・フランス：2016-17
- トロフェ・デ・シャンピオン：2017

バレンシアCF
- コパ・デル・レイ : 2018-19

### 代表
- UEFAネーションズリーグ：2018-19

### 個人
- リーガ・デ・オンラ 最優秀若手選手賞 : 2014-15